# Ni Zan
Ni Zan (cinese: 倪瓚T, Ní ZànP; 1301 – 1374) è stato un pittore e monaco taoista cinese.

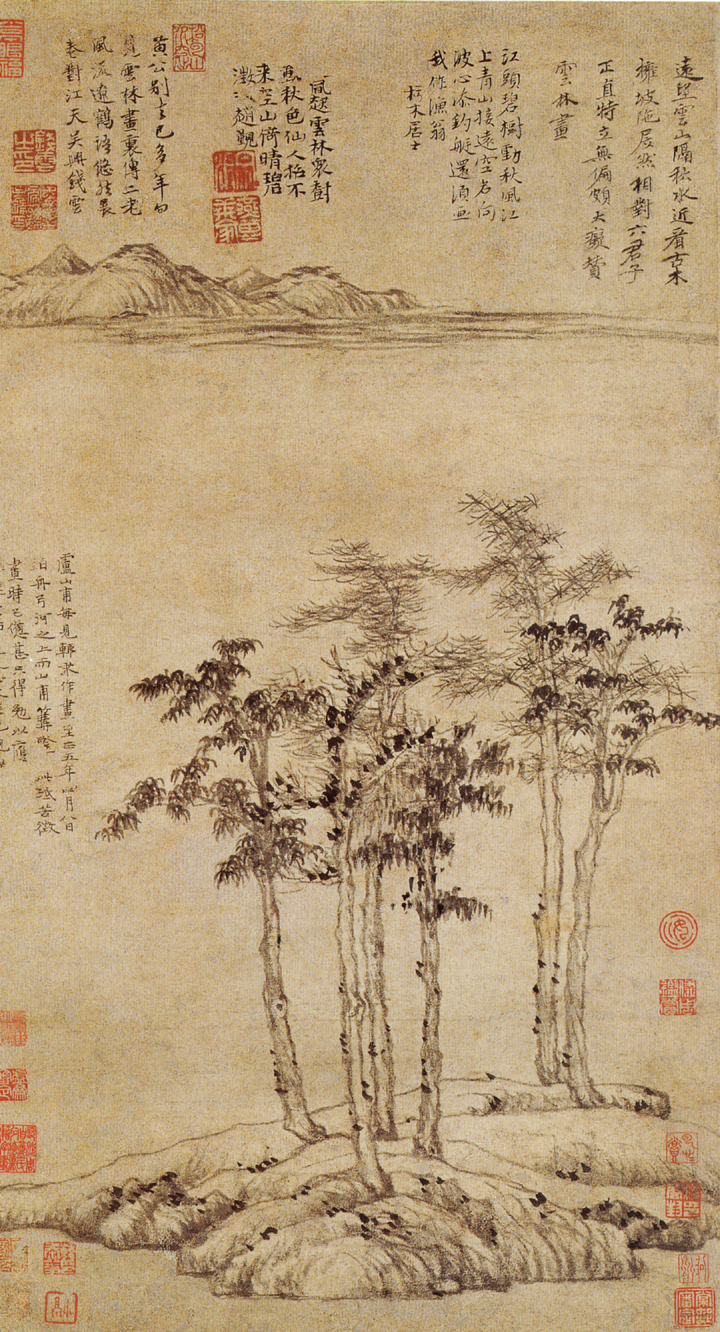
Ni Zan, Sei gentiluomini

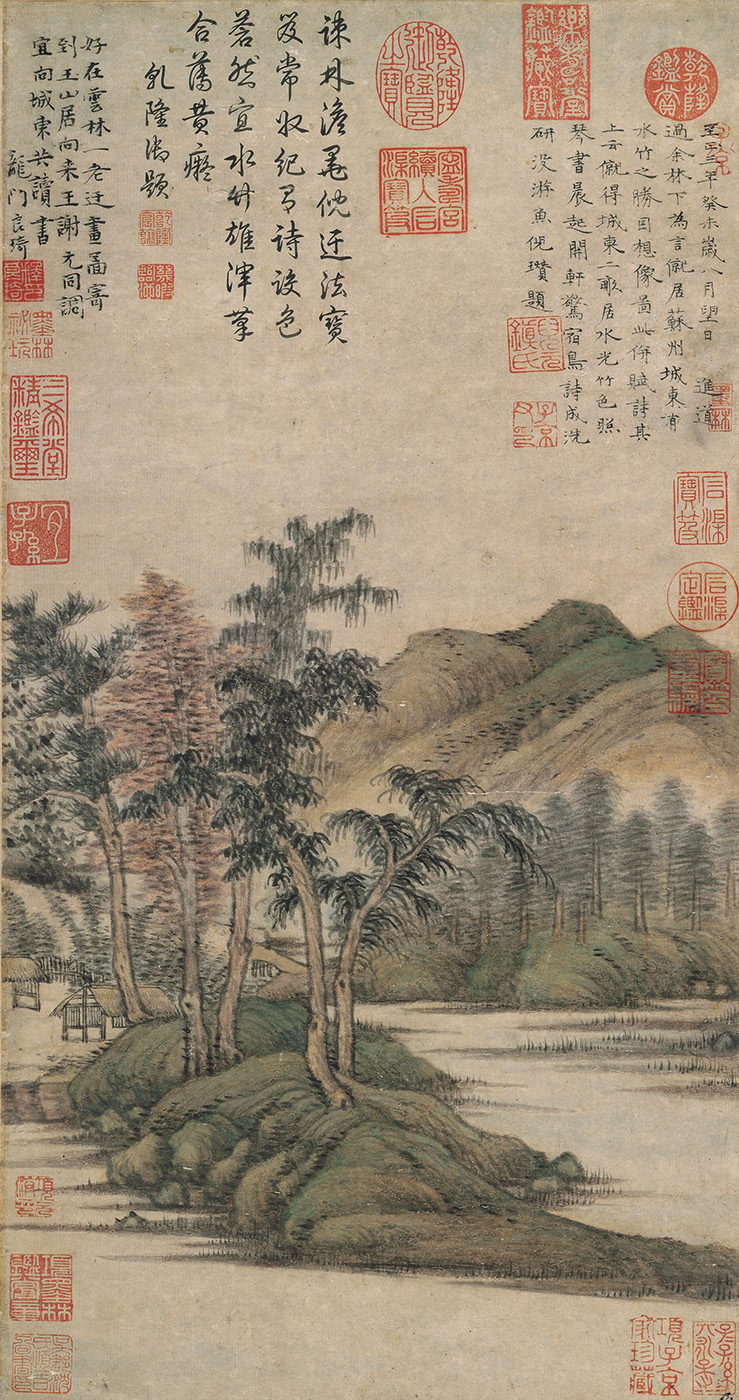
Ni Zan, Dimora di acqua e bambù

Insieme a Huang Gongwang (1269-1354), Wu Zhen (1280-1354) e Wang Meng (c. 1308-1385) è uno dei "Quattro Maestri" della pittura paesaggistica del periodo Yuan. Prendendo le mosse dagli antichi maestri, sviluppò nuovi angoli e prospettive visuali, nuovi progetti nella composizione dell'immagine e variazioni di una tecnica di tratteggio più libera.

## Biografia

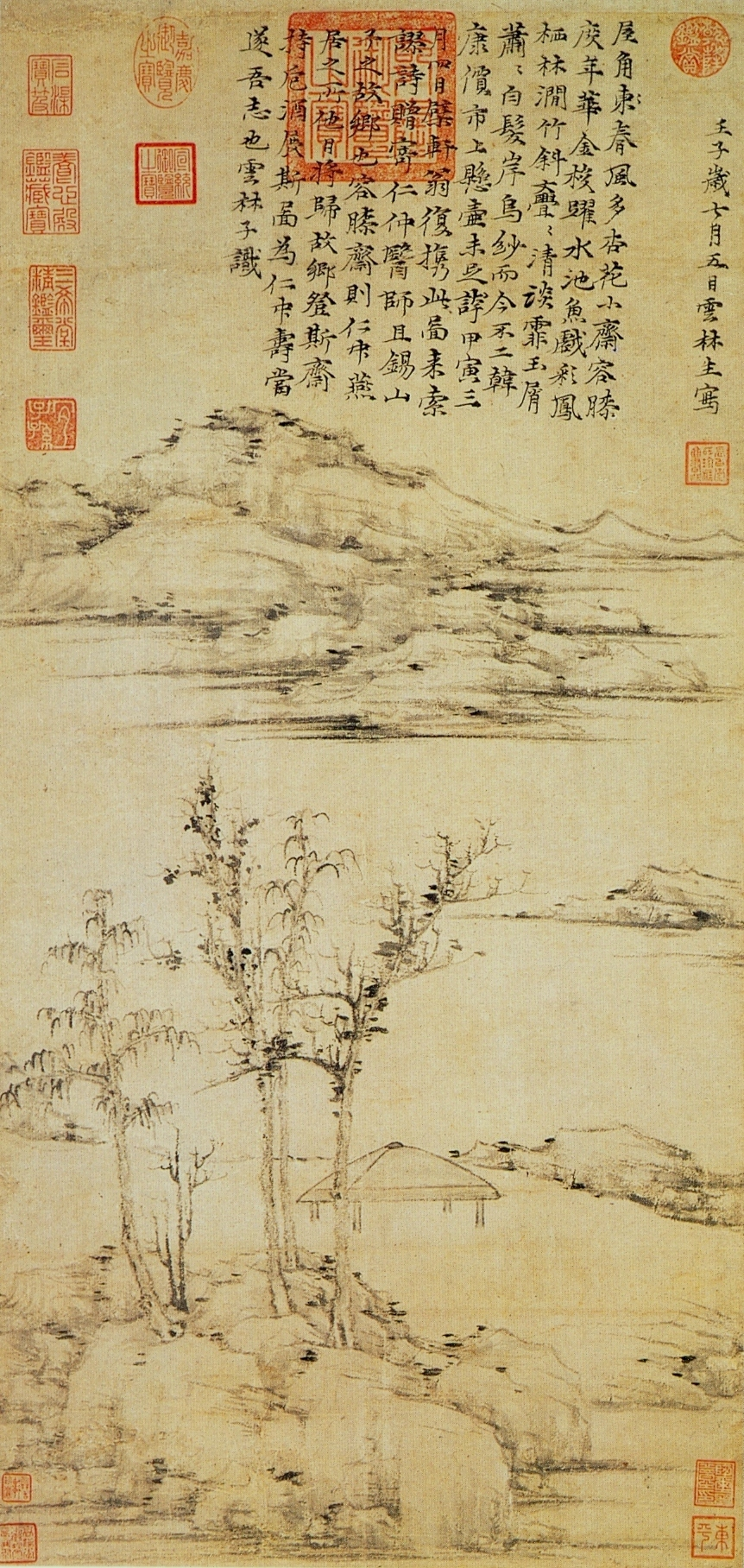
Ni Zan, Studio di Rongxi

Ni Zan nacque in una ricca famiglia di Wuxi, nel Jiangsu, dopo la morte di Kublai Khan, il sovrano mongolo che aveva sconfitto i Song e stabilito il dominio su tutto ciò che era stato tradizionalmente considerato la Cina. I sovrani Yuan non si fidavano di molti degli studiosi confuciani e preferirono invece reclutare Mongoli e Musulmani per svolgere i compiti amministrativi. Ni Zan nacque in un'élite che si poteva permettere di essere istruita malgrado l'indisponibilità di posti governativi ben remunerati che erano tradizionalmente la ricompensa di una rigorosa educazione confuciana. Questi ricchi studiosi e poeti furono spesso ospitati dall'eccentrico Ni Zan e furono parte di un movimento che alterò radicalmente le concezioni tradizionali della pittura cinese. I loro dipinti raffiguravano rappresentazioni di ambienti naturali che erano fortemente localizzati, ritraendo personalmente preziose vedute che riflettevano i loro sentimenti individuali.
Durante gli anni 1340 numerose siccità e inondazioni causarono una carestia in tutta la regione di Ni Zan e condussero successivamente a rivolte contadine. Queste raggiunsero un picco frenetico nel 1350 a causa dell'uso da parte del governo di manodopera forzosa per riparare le dighe sul Fiume Giallo. Durante tutti gli anni 1340, gli Yuan imposero tasse vessatorie sui ricchi proprietari terrieri della regione, al fine di coprire i costi di questi disastri naturali. Vi sono molte opinioni divergenti riguardo alla reazione di Ni Zan di fronte a queste tasse e le sue azioni conseguenti non sono chiare. Tuttavia, è stato accertato che distribuì tutti i propri possedimenti ai suoi amici e si trasferì in una casa galleggiante. Partì alla vigilia della rivolta millenarista dei Turbanti Rossi e viaggiò per tutto il sud-est, relativamente pacifico, mentre vari partiti rivoluzionari imperversavano attraverso la sua regione d'origine. Fu in quest'epoca che Ni Zan sviluppò il suo caratteristico stile.
I paesaggi di Ni Zan dopo il 1345 assumono praticamente tutti la stessa forma - pittura monocromatica ad inchiostro di rive fluviali ampiamente distanziate, rese con pennellate abbozzate, e alberi in primo piano stagliati contro la distesa d'acqua. Questi paesaggi sparsi non rappresentano mai persone e sfidano molti concetti tradizionali della pittura cinese. Molte delle sue opere rappresentano a stento gli ambienti naturali che intendevano raffigurare. In realtà, Ni Zan utilizzava la sua arte come mezzo d'espressione dei propri sentimenti e stati d'animo, senza curarsi del maggiore o minore realismo della rappresentazione.
Ni Zan viaggiò nella Cina meridionale durante la caduta degli Yuan e trascorse il suo tempo dipingendo. Durante la sua vita, la sua opera fu altamente apprezzata e bastò da sola a ripagare l'ospitalità fornita dai suoi amici mentre viaggiava. Ritornò nella sua città natale nel 1371 dopo l'insediamento della dinastia Ming. Fu nel 1372 che dipinse il suo Studio di Rongxi, che riassume il suo stile.

## Lo stile pittorico
Nel 1364, Ni Zan disse a proposito della sua pittura: "Io uso la pittura dei bambù per esprimere l'euforia nel mio animo, è tutto. Perché dovrei preoccuparmi se mostra o no rassomiglianza?". In un'altra occasione, in modo ancora più esplicito, spiegò: "La mia pittura dei bambù è l'immagine dello spirito creativo nel mio cuore". Ni Zan dipingeva solo sotto ispirazione e non vendeva i suoi dipinti, li regalava a chi era in grado di coglierne il significato.
Il principio di Ni Zan è di mostrare la molteplicità delle cose con scarsi tratti discontinui e pochi colori, rilasciando sul dipinto il meno inchiostro possibile. Egli non mirava a riprodurre esattamente una figura. Ciò che lo interessava era il modo di esprimere un determinato tema: una rappresentazione vaga può essere più vivace di una realistica. I paesaggi di Ni Zan sono perciò privi di complicazioni, con solo pochi colori e senza figure. Inoltre Ni Zan ha per tutta la vita dipinto sempre lo stesso paesaggio cinese.
Le sue opere poetiche sono contenute nella raccolta Ní Yúnlín xiānsheng shījí (倪云林堂先生诗集). Una celebre stampa dell'inizio della dinastia Ming fu riprodotta nella serie di libri Sibu congkan. In essa è contenuta anche l'opera Yunlin tang yinshi zhidu ji (云林堂饮食制度集, "Raccolta di sistemi dietetici dello studio della cortina di nubi"), un'importante fonte per la storia della cultura enogastronomica cinese.